# Graafschap Glatz
Het graafschap Glatz was een graafschap binnen het Heilige Roomse Rijk. Het graafschap was niet bij een kreits ingedeeld. De hoofdstad van het graafschap werd onder de naam Cladsko in 981 voor het eerst vermeld als een burcht van Bohemen aan de grens met Polen. In 1223 werd de Duitse naam Glatz gebruikt. De stad was het middelpunt van het gebied dat in 1459 een graafschap zou worden.
Glatz werd na de nederlaag van Ottokar II van Bohemen in 1278 voor lange tijd een Boheems leen voor Silezische vorsten.
- 1278-1290: verpand aan hertog Hendrik IV van Breslau
- 1327-1335: verpand aan hertog Hendrik VI van Breslau
- 1336-1341: hertogdom Münsterberg
- 1351     : hertogdom Glogau-Sagan
- eind veertiende eeuw tot 1422: verpand aan hertog Johan van Ratibor
- 1440-1454: samen met het hertogdom Münsterberg in handen van Kruschina van Lichtenberg

In 1454 werd het gebied gekocht door koning George van Podiebrad, die het in 1459 verhief tot een leensafhankelijk graafschap.
Zijn zoon hertog Hendrik de Oudere van Münsterberg (overleden in 1498) verlegde zijn residentie na de verdeling van de vaderlijke erfenis in 1472 als eerste naar Glatz.
Van 1501 tot 1534 was het graafschap verpand aan de graven van Hardeck. In 1524 werd de Reformatie ingevoerd. 
In 1554/60 kwam het graafschap opnieuw aan Bohemen. In 1742 moest Oostenrijk het grootste deel van het hertogdom Silezië en het graafschap Glatz aan het koninkrijk Pruisen afstaan.
In 1945 nam Polen de Duitse gebieden ten oosten van de Oder-Neissegrens in bezit, inclusief het voormalige graafschap Glatz. De hoofdplaats werd hernoemd in Kłodzko.